# Henri Bosco
Henri Bosco, född 16 november 1888 i Avignon, död 4 maj 1976 i Nice, var en fransk författare.
Bosco var verksam som läroverkslärare i Franska Marocko. Han företrädde en katolsk livssyn, debuterade 1924 och utgav en rad diktsamlingar och romaner men fick sitt stora genombrott först på 1940-taket. Bland hans romaner som ger skildringar av fransk lantortsliv märks Pierre Lampédoure (1924), Le quartier de sagesse (1929), Le sanglier (1932), L'âne culotte (1937), Hyacinthe (1940) och Le Jardin d'Hyacinthe (1944). En trilogi, Monsieur Carre-Benoit à la campagne (1945), Le mas Théotime (1945), en berättelse om en gård i Provence av många ansedd som Boscos främsta verk, och Malicroix (1946). Bland hans diktsamlingar märks Les bucoliques de Provence (1944-1945). Bosco utgav även en översättning av Uppenbarelseboken.